# Gávavencsellő
Gávavencsellő ist eine ungarische Großgemeinde im Kreis Ibrány im Komitat Szabolcs-Szatmár-Bereg. Sie besteht aus den Ortsteilen Gáva und Vencsellő.

## Geografische Lage
Gávavencsellő liegt 10 Kilometer nordwestlich der Kreisstadt Ibrányi an der Theiß. Nachbargemeinden sind Balsa, Tiszabercel, Paszab und Buj.

## Geschichte

### Latènezeitliches Gräberfeld
Die Fundstelle der Gräberanlage liegt auf einem Kurgan, einem künstlich angelegten Hügel, dessen Datierung ungewiss ist, der aber auch in der Latènezeit genutzt wurde. Schon 1880 wurden bei Grabungsarbeiten mehr als ein Dutzend Gräber aufgefunden bzw. zerstört. In dieser ziemlich großen Nekropole befanden sich sowohl Körper- als auch Brandbestattungen.
In den Frauengräbern wurden an Grabbeigaben ein Glasarmring, eine bronzene Gürtelkette und Keramiken gefunden, die in die Mittellatène (LTC II, 250–100 v, Chr.) datiert werden konnten. Einige Fachleute wollen in den Keramikgefäßen, besonders einem Gefäß in Stiefelform mit graviertem Dekor, einen germanischen Einfluss sehen. Ein Schwert vom Typ Hatvan-Boldog mit Schwertscheide ist auf Grund von schlechter Inventarisierung in den 1950er Jahren mit anderen Beigaben vermischt worden.

### 1971
Die heutige Großgemeinde Gávavencsellő entstand 1971 durch den Zusammenschluss der Orte Gáva und Vencsellő.

## Sehenswürdigkeiten
- Anna-Bessenyei-Gedenktafel
- Borbála-Soldos-Grabmal
- Griechisch-katholische Kirche Istenszülő oltalma, ursprünglich 1886 erbaut, 1944 durch deutsche Truppen zerstört, 1950 neu aufgebaut, im Ortsteil Gáva
- Griechisch-katholische Kirche Keresztelő Szent János születése, erbaut 1947, im Ortsteil Vencsellő
- 1956er-Denkmal (1956 emlékezetére) von Sándor Szabó
- Reformierte Kirche, erbaut 1818, im Ortsteil Gáva
- Reformierte Kirche, erbaut 1869–1871, im Ortsteil Vencsellő
- Römisch-katholische Kirche Munkás Szent József,  1898 erbaut, 1944 zerstört und 1949 neu aufgebaut, im Ortsteil Gáva
- Römisch-katholische Kirche Nagyboldogasszony, erbaut 1834 im barocken Stil, im Ortsteil Vencsellő
- Sámuel-Rakovszky-Denkmal, erschaffen 1903 von Sándor Somogyi
- Schloss Dessewffy (Dessewffy-kastély), erbaut in der zweiten Hälfte des 18. Jahrhunderts

## Söhne und Töchter der Gemeinde
- József Komócsy (1836–1894), Dichter und Journalist
- János Vályi (1837–1911), griechisch-katholischer Bischof
- Theodore S. Weiss (1927–1992), US-amerikanischer Jurist und Politiker
- András Kozák (1943–2005), Schauspieler
- József Pásztor (* 1954), Fußballspieler

## Verkehr
Durch Gávavencsellő verläuft die Landstraße Nr. 3821. Es bestehen Busverbindungen über Tiszabercel und Paszab nach Ibrány sowie über Balsa, Szabolcs und Timár nach Rakamaz, wo sich der nächstgelegene Bahnhof befindet.